# Martial Gore
Pour les articles homonymes, voir Gore.
Martial Gore est un joueur franco-ivoirien de volley-ball né le 22 février 1990 à Asnières (Hauts-de-Seine). 
Il mesure 1,92 m et joue au poste de Réceptionneur-attaquant.
Formé à l'Asnières Volley 92, en compagnie notamment de Jean-Charles Orsini et de David Eugene,
il rejoint le club d'Alès en 2011.
À l'été 2012, il signe avec l'Avignon Volley-Ball, qui vient d'accéder à la ligue A.
Il fait partie de l'effectif pro mais dispute essentiellement les rencontres de l'équipe réserve en nationale 3, il ne passera qu'une saison dans le vaucluse et s'engage à l'été 2013 avec le club de Amiens Métropole Volley-Ball évoluant en Nationale 1 masculine.
Martial Gore est international ivoirien de volley-ball, il connait sa première sélection en octobre 2012 à l'occasion du championnat d'Afrique de volley-ball zone 3 également nommé "trophée de la Solidarité et de l’Intégration Ouest-africaine", l'équipe ivoirienne s'incline en finale face au Burkina Faso 1 set à 3, mais Martial Gore est désigné meilleur serveur du tournoi.

## Clubs
| Club                         | Pays   | De        | À         |
| ---------------------------- | ------ | --------- | --------- |
| CA Alès CVB                  | France | 2011-2012 | 2011-2012 |
| Avignon Volley-Ball          | France | 2012-2013 | 2012-2013 |
| Amiens Métropole Volley-Ball | France | 2013-2014 | ...-...   |
| AL Caudry Volley-Ball        | France | 2017-2018 |           |